# کاساندرا (فیلم)
کاساندرا (انگلیسی: Cassandra) فیلمی در ژانر ترسناک است که در سال ۱۹۸۷ منتشر شد.